# Der Namenlose
Der Namenlose (oder „Das Namenlose“ – der frz. und engl. Artikel lässt schließlich beides zu) ist ein 1953 erschienener Roman von Samuel Beckett und erschien als der dritte Teil der Trilogie, die mit Molloy begann und mit Malone stirbt fortgesetzt wurde. Veröffentlicht wurde er zunächst in französischer Sprache als L’Innommable und dann auf Englisch als The Unnamable in der Olympia Press, Paris.
Der Roman besteht zur Gänze aus einem unzusammenhängenden und teilweise hysterischen Monolog und wird aus der Perspektive eines namenlosen und unbeweglichen Ichs geschildert. Namenlosigkeit ist programmatisch zu verstehen für ein ebenso subjektloses sprechendes Ich wie für eine nicht näher zu bestimmende Umgebung, in der dieses Ich situiert ist. Das Ich hinterfragt seine Umwelt und sich selbst in endlosen Wortkaskaden, bis am Ende nichts mehr bleibt bis auf den Text und die Sprache selbst, die nun ebenfalls hinterfragt wird. Trotzdem besteht für den Sprecher ein Redezwang, den er nicht überwinden kann.
Inmitten dieses niedergeschriebenen Redeschwalls werden von dem Ich immer wieder benannte Subjekte (Worm, Mahood etc.) eingeführt,
die dann aber recht schnell auch wieder kommentiert verworfen werden.
Außerdem beschreibt das Ich auch ein paar theatralische Bilder – beispielsweise eine krüppelhafte Gestalt in einem Krug, die hin und wieder von einer Wirtin versorgt wird.
Abwandlungen von diesem Bild finden sich auch in den späten Beckett’schen Theaterstücken wieder – zum Beispiel in Endspiel.
Der Redezwang geht einher mit der Hoffnung, im Schweigen zu münden, das in den folgenden immer kürzer werdenden Publikationen tangentenartig erreicht wird. Der Namenlose ist somit ein poetisches Dokument für das Dilemma des modernen Dichters, der der Sprache nicht mehr traut und sich dennoch nicht von ihr zu lösen vermag. Das Ideal einer „neuen Sprache“ wird erörtert, kann aber kaum realisiert werden. Es bleiben Relikte tradierter konventionell bestimmter sprachlicher Versatzstücke untilgbar.
Mit dem Namenlosen gelingt es Beckett endgültig, sich von traditionellen Erzählmustern zu lösen und eine Art inneren – an James Joyce geschulten – Monolog zu entwickeln, der schwindelerregend und um sich selbst kreisend keine mimetischen Rückschlüsse mehr zulässt.